# Almirante Tamandaré
Almirante Tamandaré è un comune del Brasile nello Stato del Paraná, parte della mesoregione Metropolitana de Curitiba e della microregione di Curitiba. Si trova a 15 km dalla capitale dello Stato Curitiba.

## Storia
L'oro e la sua esplorazione furono alla base dello sviluppo di questo comune, che prese forma staccandosi del comune di Colombo il 28 ottobre 1947 con il nome di Timoneira. Il 24 marzo 1956 prese il nome di Almirante Tamandaré, con la legge dello Stato n. 2644, in onore del Marchese di Tamandaré, ammiraglio e capo della Marina brasiliana. Tra le sue potenzialità economiche vi sono l'attività di estrazione mineraria, e le industrie legate alla produzione di calce e al calcare.